# Noshörningsnäshornsfågel
Noshörningsnäshornsfågel (Buceros rhinoceros) är en fågel i familjen näshornsfåglar inom ordningen härfåglar och näshornsfåglar

## Utseende
Noshörningsnäshornsfågel är en av de största arterna i familjen, upp till 122 centimeter lång. Endast hjälmnäshornsfågel (Rhinoplax vigil) kan bli något större, 127 centimeter. I fångenskap kan den bli upp till 35 år gammal. Som de flesta näshornsfåglar har hanen orangea eller röda ögon och honan vitaktiga ögon. Arten har en huvudsakligen vit näbb och kask med orangea fläckar. Spetsen på kasken böjer markant av uppåt. Fågelns buk är vit, i synnerhet vid stjärten.

## Utbredning och systematik
I vilt tillstånd förekommer den i Malaysia och västra Indonesien och delas upp i tre underarter:
- Buceros rhinoceros rhinoceros – förekommer i låglänta områden på södra Malackahalvön och Sumatra
- Buceros rhinoceros borneoensis – förekommer på Borneo
- Buceros rhinoceros silvestris – förekommer på Java

## Status och hot
Fram till 2018 kategoriserade internationella naturvårdsunionen IUCN arten som nära hotad. Den har därefter uppgraderats till hotgraden sårbar. Arten är huvudsakligen begränsad till vida områden med städsegrön urskog i ett områende med omfattande skogsavverkning. Även om arten är vida spridd tros den minska i antal till följd av habitatförlust och förvärrat av ett hårt jakttryck.